# General Logistics Systems

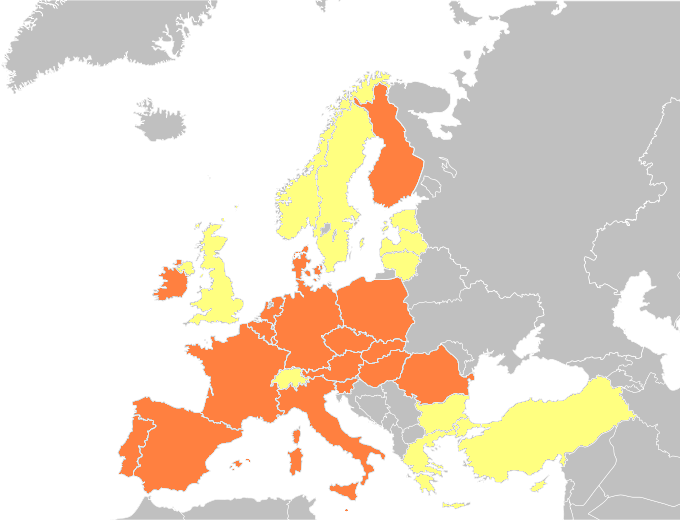
Mappa dei Paesi in cui opera GLS. Il colore arancione indica dove GLS opera direttamente, il colore giallo indica dove la compagnia opera attraverso i suoi partner.

La General Logistics Systems, abbreviata in GLS, è una compagnia di trasporti che offre trasporto internazionale di merci e contratti logistici.
La società è stata fondata nel 1999 e fa parte del gruppo Royal Mail, la società britannica delle poste.

## Storia

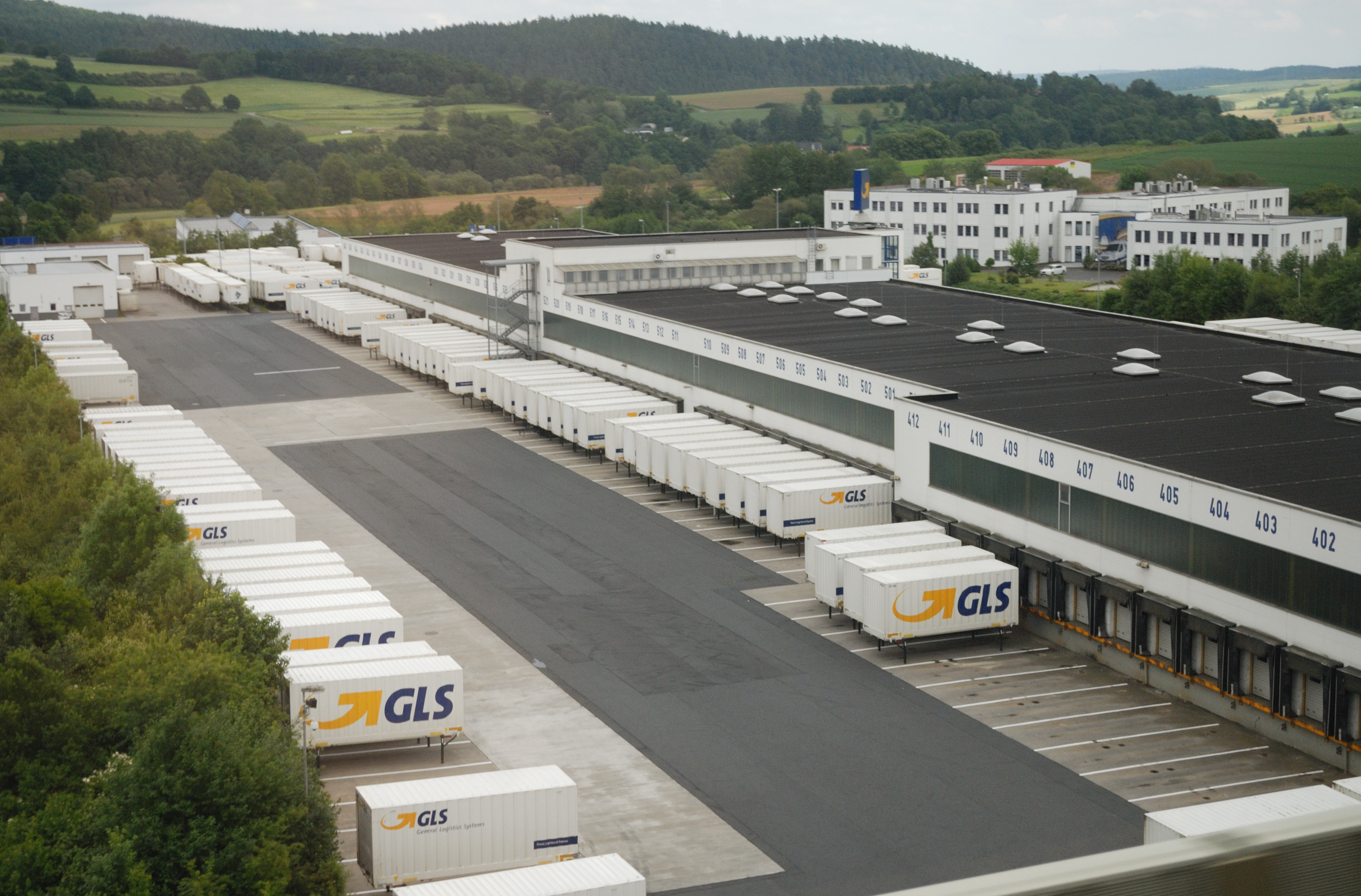
Un deposito in Germania

L'azienda nacque nel mese di ottobre del 1999 dopo l'acquisizione di un'azienda tedesca del settore già operante sul mercato, la German Parcel di Rico Back nata nel 1989, seguita dall'acquisizione di un'azienda ungherese e da una irlandese. L'anno seguente le acquisizioni continuarono in molte parti d'Europa, tra cui in Danimarca, Francia, Slovenia e Italia dove vennero fatti investimenti in aziende già presenti nei rispettivi territori.
Nel 2002 venne lanciato in tutta Europa il marchio GLS e negli anni successivi vengono completate le acquisizioni di alcune aziende in cui inizialmente vi era solo una partecipazione.
Nel 2011/2012 l'azienda ha dichiarato un fatturato globale di 1.810 milioni di Euro con 13.400 dipendenti.

### In Italia
In Italia GLS è entrata nel 2001 acquisendo una partecipazione in Direzione Gruppo Executive, società a sua volta sorta nel 1993 per coordinare una serie di corrieri espressi operanti in franchising. Negli anni successivi alcuni dei depositi in franchising sono stati rilevati a livello centrale.

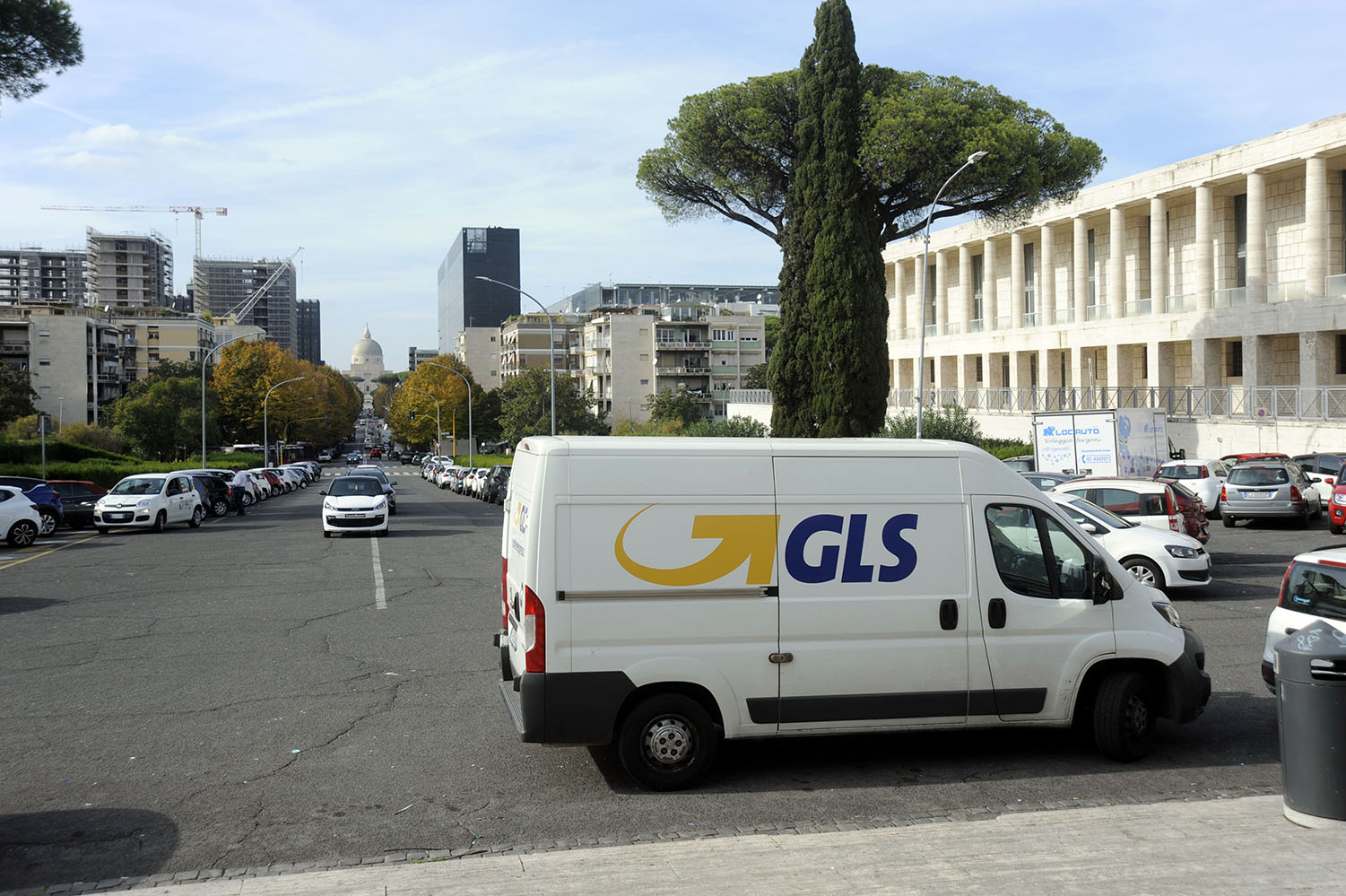
Furgone GLS a Roma

Nel 2011/2012 l'azienda italiana ha dichiarato un totale di 132 sedi, 10 centri di smistamento e oltre 3.200 mezzi di trasporto, mentre l'associazione di categoria italiana Confetra la inserisce al 27º posto tra i trasportatori italiani, con un fatturato di poco superiore ai 190 milioni di Euro, 564 dipendenti ed un utile ante imposte di 10,772 milioni di Euro.